# Lymnas semiota
Lymnas semiota är en fjärilsart som beskrevs av Bates 1868. Lymnas semiota ingår i släktet Lymnas och familjen Riodinidae. Inga underarter finns listade i Catalogue of Life.